# If (band)

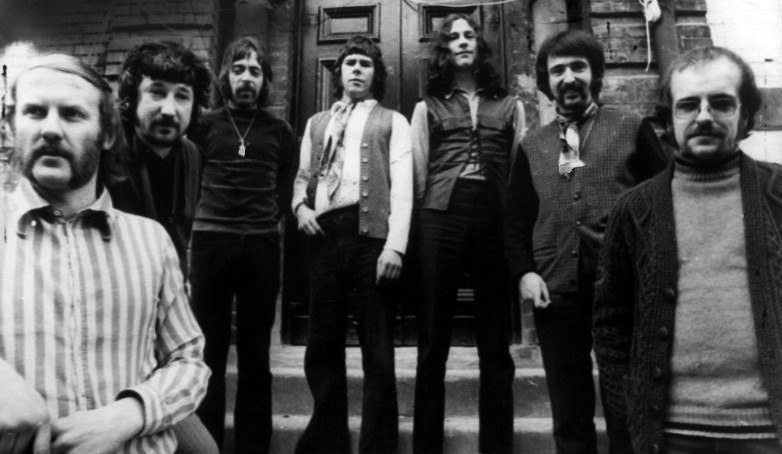
If in 1970

If is een Britse jazzrock band, opgericht in 1969. Ze brachten zeven albums uit in de eerste helft van de jaren 70 en speelden op vele festivals.
De groep wilde een Brits antwoord op de Amerikaanse bands Blood, Sweat & Tears en Chicago zijn, die zich bewoog op het raakvlak van jazz en rockmuziek. De trompet en trombone werden vervangen door twee saxofoons. De latere albums kenmerken zich door een toenemend gehalte aan pure rock; in dezelfde tijdsperiode werd het kleine woordje "if" in de naam van de band op logo's vervangen door "IF" in grote kapitalen.
De hoes van het eerste album won een ontwerpprijs. Het album zelf werd in de Verenigde Staten onder het Capitol Records label en in het Verenigd Koninkrijk onder Island Records uitgebracht, en bereikte in beide landen de albumhitlijsten. Voor de promotie van de volgende twee albums konden daarom grote tournees worden opgezet door de Verenigde Staten en Europa.

## Bezetting
De oorspronkelijke samenstelling bestond uit zeven muzikanten:
John Mealing - keyboards,
Terry Smith - gitaar,
Jim Richardson - basgitaar,
Dennis Elliot - slagwerk,
Dick Morrissey - tenorsaxofoon en fluit,
J. W. Hodkinson - zang, percussie,
Dave Quincy - alt- en tenorsaxofoon.

## Discografie
- 1970 - If
- 1970 - If 2
- 1971 - If 3
- 1972 - If 4
- 1972 - Waterfall (If))
- 1973 - Double Diamond
- 1974 - Not Just Another Bunch of Pretty Faces
- 1975 - Tea Break Over, Back on Our 'Eads
- 1995 - Forgotten Roads: The Best of IF
- 1997 - If Europe 1972 (live)

Het nummer Ballad of the Yessirrom Kid van het laatste reguliere studioalbum Tea Break Over, Back on Our 'Eads  werd door de toenmalige bandleden opgedragen aan de oprichter van de band Dick Morrissey.